# Boris Roatta
Boris Roatta, né le 1er juillet 1980 à Paris 10e et mort accidentellement le 25 août 1994 à Aiguilles (Hautes-Alpes), est un acteur français.

## Biographie
Jeune acteur, Boris Roatta apparaît notamment à la télévision au début des années 1990.
Il a notamment prêté sa voix à l'acteur américain Macaulay Culkin dans Maman, j'ai raté l'avion !, Maman, j'ai encore raté l'avion !  et Rends la monnaie, papa.

### Mort
Il meurt à l'âge de 14 ans des suites d'un accident de la circulation, renversé alors qu'il faisait du vélo en vacances, le 25 août 1994. Il est inhumé au cimetière d'Aiguilles, dans les Hautes-Alpes.
Impliqué dans la série Commissaire Moulin dans laquelle il tenait le rôle du fils du commissaire, il ne fut pas remplacé, et le scénario intégra la disparition de son personnage qui est renversé par une voiture.

## Filmographie

### Cinéma
- 1988 : Bonjour l'angoisse de Pierre Tchernia : Olivier (le petit-fils)

### Télévision
- 1990 : Petit Frank (vidéo clip) de François Feldman : rôle de « Petit Franck »
- 1992 : Sabine j'imagine de Dennis Berry : rôle de « Nicolas »
- 1992 : Commissaire Moulin (épisode « L'ours vert ») d'Yves Rénier : Frédéric Moulin
- 1992 : Commissaire Moulin (épisode « Le simulateur ») de Franck Apprédéris : Frédéric Moulin
- 1993 : Commissaire Moulin (épisode « Syndrome de menace ») d'Yves Rénier : Frédéric Moulin
- 1993 : L'Instit (épisode « Les chiens et les loups ») de François Luciani : Paulo
- 1993 : Les Grandes Marées de Jean Sagols : David Marret
- 1994 : Le silence du cœur de Pierre Aknine : Pierre Baumann

## Théâtre
- 1993 : La Ville dont le prince est un enfant de Henry de Montherlant, théâtre Hébertot (rôle de Serge Souplier tenu en alternance avec trois autres enfants : Aurélien Wiik, Alexis Tomassian et Simon Milinkovitch)

## Doublage

### Cinéma

#### Films
- Macaulay Culkin dans :
  - Maman, j'ai raté l'avion : Kevin McCallister
  - Maman, j'ai encore raté l'avion : Kevin McCallister
  - Le Bon Fils : Henry Evans
  - Rends la monnaie, papa : Timmy
- 1989 : Uncle Buck : l'ami de Miles (Colin Baumgartner)
- 1989 : Cinema Paradiso : Salvatore enfant (Salvatore Cascio)
- 1990 : Un flic à la maternelle : Dominic Palmieri / Cullen Crisp, Jr. (Joseph Cousins)
- 1991 : La Vie, l'Amour, les Vaches : Danny Robbins (Jake Gyllenhaal)
- 1992 : La Famille Jackson : Michael Jackson à 12 ans (Jason Weaver)
- 1992 : Les Petits Champions : Terry Hall (Jussie Smollett)
- 1993 : Best of the Best 2 : Walter Grady (Edan Gross)
- 1994 : Le Client : Mark Sway (Brad Renfro)

#### Films d'animation
- 1989 : La Petite Sirène : Polochon
- 1990 : Bernard et Bianca au pays des kangourous : Cody

### Séries
- 1991 : Marshall et Simon : Simon Holmes (Justin Shenkarow)
- 1992 : Les Aventures de Fievel au Far West : Fievel